# Iola (Kansas)
Iola – miasto położone w północno-zachodniej części hrabstwa Allen.